# Palouse (Washington)
Palouse é uma cidade localizada no estado norte-americano de Washington, no Condado de Whitman.

## Demografia
Segundo o censo norte-americano de 2000, a sua população era de 1011 habitantes.
Em 2006, foi estimada uma população de 917, um decréscimo de 94 (-9.3%).

## Geografia
De acordo com o United States Census Bureau tem uma área de
2,8 km², dos quais 2,8 km² cobertos por terra e 0,0 km² cobertos por água. Palouse localiza-se a aproximadamente 792 m acima do nível do mar.

## Localidades na vizinhança
O diagrama seguinte representa as localidades num raio de 24 km ao redor de Palouse.